# Válvula IAC
La válvula IAC (por Idle Air Control), también conocida como actuador de control de aire en ralentí, es un dispositivo utilizado principalmente en vehículos con inyección electrónica para regular la velocidad de giro del motor en ralentí (RPM). En vehículos con carburador, se emplea un dispositivo similar denominado actuador de control de velocidad en ralentí.

## Descripción
El actuador IAC es un componente controlado electrónicamente por la unidad de control del motor (ECU). Se instala de forma que permite el paso de aire, ya sea mediante un bypass del cuerpo de aceleración o actuando directamente sobre la válvula mariposa.
El sistema está compuesto por un servomotor lineal que acciona un émbolo, el cual regula el caudal de aire que ingresa al motor. La ECU ajusta digitalmente la posición del servomotor para mantener estable la velocidad de ralentí, independientemente de variaciones en la carga del motor. Este mecanismo suele incluir un motor de corriente continua, un tornillo sin fin y un codificador óptico digital.
El IAC permite mantener el régimen mínimo del motor, incluso cuando se conectan cargas adicionales, lo cual evita que el motor se apague. Gracias a esto, el conductor puede iniciar la marcha soltando el embrague (en transmisiones manuales) o el freno (en transmisiones automáticas), sin necesidad de presionar el acelerador.

## Fallos comunes
Aunque está diseñado para durar toda la vida útil del vehículo, el actuador IAC puede fallar por diversas razones. El problema más común es el bloqueo parcial o total del actuador debido a suciedad, polvo o residuos de aceite, lo cual impide su correcto funcionamiento. Esto puede provocar que el motor se apague o mantenga una velocidad de ralentí inestable. En algunos casos, una limpieza puede solucionar el problema; sin embargo, si el fallo se debe a un defecto en el servomotor, será necesario reemplazar la unidad.
Fugas de aire en el cuerpo del actuador o en sus conductos también pueden causar un aumento anormal en las RPM en ralentí.